# Kolich Point
Kolich Point är en udde i Antarktis. Den ligger i Östantarktis. Nya Zeeland gör anspråk på området.
Terrängen inåt land är kuperad åt nordväst, men åt sydväst är den platt. Havet är nära Kolich Point åt nordost. Trakten är obefolkad. Det finns inga samhällen i närheten. 